# A-91 (arme)
Pour les articles homonymes, voir A91.
L'A-91 est un fusil d'assaut russe de type bullpup. Il possède un lance-grenades de 40 mm intégré. Il tire du 7,62 x 39 mm M43 (utilisation limitée par le Ministère de l'Intérieur russe (MVD) ou du 5,56 x 45 mm OTAN (exportation).

## Fiche technique
- Concepteur/fabricant : KBP, Toula (Russie)
- Mécanisme : emprunt des gaz, sélecteur de tir, verrouillage rotatif de la culasse par 4 tenons.
- Longueur totale : 660 mm
- Masse du fusil vide : 3,97 kg
- Cadence de tir théorique : de 600 à 800 coups par minute
- Chargeur : 30 cartouches
- Matériaux : acier et polymère (garnitures et chargeur)

## Source et bibliographie
Cette notice est une adaptation en français de celle de l'ouvrage suivant : 
- (en) Maxim Popenker et Anthony G. Williams, Assault rifle, Royaume-Uni, The Crowood Press, 28 mars 2005, 224 p. (ISBN 1861267002 et 978-1861267009)